# Cantó d'Iholdi
El cantó d'Iholdi (en euskera Iholdiko Kantonamendua i en francès i oficialment canton d'Iholdy) és una divisió administrativa francesa, situada al departament dels Pirineus Atlàntics i la regió Nova Aquitània. El seu Conseller general és Jean-Louis Caset.

## Composició
Està format pels municipis de:
- Arhantsusi
- Armendaritze
- Bunuze
- Heleta
- Hozta
- Ibarrola
- Iholdi
- Irisarri
- Izura-Azme
- Jutsi
- Landibarre
- Larzabale-Arroze-Zibitze
- Donaixti-Ibarre
- Suhuskune

## Consellers generals
| Data d'elecció                             | Identitat              | Partit | Qualitat           |
| ------------------------------------------ | ---------------------- | ------ | ------------------ |
| 1945                                       | Ilharreborde           |        |                    |
| 1949                                       | Emmanuel Lartigue      |        |                    |
| 1955                                       | Emmanuel Lartigue      |        |                    |
| 1961                                       | Emmanuel Lartigue      |        |                    |
| 1967                                       | Emmanuel Lartigue      |        |                    |
| 1973                                       | Emmanuel Lartigue      |        |                    |
| 1979                                       | Emmanuel Lartigue      |        |                    |
| 1985                                       | Jean-Louis Çaldichoury |        | alcalde d'Iholdi   |
| 1992                                       | Jean-Louis Caset       |        |                    |
| 1998                                       | Jean-Louis Caset       |        | alcalde d'Ibarrola |
| 2004                                       | Jean-Louis Caset       |        | alcalde d'Ibarrola |
| No es coneixen les dades anteriors a 1945. |                        |        |                    |